# Ennada turbida
Ennada turbida är en fjärilsart som beskrevs av Butler 1882. Ennada turbida ingår i släktet Ennada och familjen mätare. Inga underarter finns listade i Catalogue of Life.